# Гергард Россбах
Ґергард Россбах (нім. Gerhard Roßbach; * 28 лютого 1893, Керберг — † 30 серпня 1967, Гамбург) — німецький політичний діяч, організатор фрайкора Россбаха, Трудового товариства Россбаха і Шілльюгенду.

## Біографія
Народився 28 лютого 1893 року в Померанії в сім'ї орендаря королівських земель Ганса Россбаха; мати Россбаха була співачкою і викладачкою музики.
Закінчивши прусські кадетські корпуси в Кезліні і Ліхтенфельді, Ґергард Россбах в серпні 1913 року в чині лейтенанта був зарахований в 175-й Прусський королівський піхотний полк (2-й Західно-Прусський), в рядах якого в серпні 1914 року вирушив на Першу світову війну. Взявши участь в боях на Східному фронті, він був перекинутий на Західний і в 1916 році важко поранений під Сен-Кантеном (куля пробила легеню).

### Фрайкор Россбах
Починаючи з жовтня 1918 року, Ґергард Россбах командував кулеметною ротою, але в зв'язку з різким погіршенням здоров'я, викликаного важкими пораненнями, був переведений з фронту в тил, в Грауденц, де його турботам була доручена навчальна команда з 1000 рекрутів в навчальному таборі Групі . Утворена там після Листопадової революції «рада робітничих і солдатських депутатів» доручила Россбаху сформувати на базі навчальної команди добровольчий корпус, щоб зупинити наступ поляків. Спочатку у фрайкор вступили 46 нижніх чинів і 4 офіцерів.
В кінці грудня 1918 року був загін був посилений до розмірів окремого загону особливого призначення, що складався з кількох родів військ і отримав назву «Добровольчий штурмовий загін Россбаха». Россбаховці взяли діяльну участь в обороні річки Бриз, Кульмзее і Данцига від поляків. У цей період ставлення Россбаха до Веймарської республіки, спочатку досить співчутливе, змінилось на різко негативне.

### Східний похід
23 жовтня 1919 року його добровольчий корпус силою в 1200 багнетів, всупереч забороні військового керівництва, виступив в свій легендарний «похід на Схід», 550-кілометровий «марш-кидок» пішим порядком на допомогу частинам білої російсько-німецької Західної Добровольчої армії князя Авалова (Бермондт), які билися з останніх сил в ризькому передмісті Торенсберга
Розквартировані в містах, через які проходили россбаховці, частини рейхсверу (в який фрайкора Россбаха входив в якості 37-го єгерського батальйону), і не подумали виконати відданий з Берліна наказ перешкодити їх маршу, оскільки також симпатизували йому. Після переходу Россбахом кордону у Тауроггені литовські війська двічі намагалися зупинити його, але були обидва рази зметені. Россбах прорвав кільце оточення, в якому знаходився добровольчий корпус «Залізний загін» Бертольда, давши тим самим шанс білим німецьким добровільним частинам можливість відступити по єдиному ще не перерізаному латишами і естонцями шосе на Митаву. Фрайкор Россбаха бився, прикриваючи відхід поспішно відступаючих, виснажених російських і німецьких білих добровольців князя Авалова-Бермондта до самого німецького кордону, який перетнули 26 грудня 1919 року.
Військовий міністр веймарської республіки соціал-демократ Густав Носке і Головнокомандувач рейхсвером генерал Ганс фон Зект потребували тільки в людях, готових до абсолютного послуху. Після повернення з Курляндії, 28 січня 1920 року добровольчий корпус Россбаха був розформований, штаб його продовжував існувати на напівлегальному становищі, розміщений в невеликій віллі в берлінському передмісті Ванзе.

### Каппський заколот
Після провалу Каппського заколоту почалося нове збройне повстання проти уряду Веймарської республіки — цього разу комуністичне. «Окремий загін особливого призначення Россбаха» був покликаний до зброї і оголошений підрозділом вірних уряду військ.
Після боїв з Рурською червоною армією, 20 травня 1920 року фрайкор Россбаха був знову розформований.

### Трудове товариство Россбаха
І знову учасники добровольчого корпусу, за випробуваною схемою, були розміщені в ряді маєтків в якості сільськогосподарських робітників-членів «Трудового товариства Россбаха». У тих, хто готовий був почати нове життя «на громадянці» не було інших альтернатив: німецькі профспілки оголосили загальнонімецький бойкот колишнім бійцям фрайкору, вимагаючи, щоб ніхто в країні не брав їх на роботу. На півдні, в Баварії існувало схоже, близьке по ідеям і функцій, «Робітниче товариство» Отто Дікеля.
Россбах розділив своє «Трудове товариство» на 3області (позначивши їх давньогерманським словом «гау», яким згодом скористалися і націонал-соціалісти) — Померанію, Сілезію і Мекленбург. У кожній з цих областей налічувалося від 1000 до 1500 членів «Трудового товариства». З початку осені 1920 і до кінця 1925 року виходив тижневик «Товариш», що служив ідейною сполучною ланкою. Видавцем і головним редактором тижневика був Курт Оскар Барк (псевдонім «Куба»).
В ході Третього польського повстання у Верхній Сілезії, що вибухнуло в травні 1921 року, корпус Россбаха знову було піднято по тривозі і отримав «нейтральну» в політичному відношенні назву «Сілезький полк». Після завершення боїв в Сілезії 24 листопада 1921 року «Трудове товариство Россбаха» за наказом уряду було розформовано. Россбах перейшов тепер на нелегальне становище. З метою маскування він змушений був кілька разів міняти, після чергової заборони урядом, назви своєї організації: «Союз німецьких вело- і автотуристів», «Союз сілезьких сільських господарів для навчання місцевих сільськогосподарських робітників», «Національне страхове об'єднання Берлін-Ванзе»,« Союз захисту інтересів жителів німецького Прикордоння » тощо.

### Пивний путч
Россбаха заарештовують 11 листопада 1922 року за порушення нового закону «Про захист республіки», але незабаром він був звільнений.
19 листопада 1922 року Россбах намагався заснувати місцевий осередок НСДАП, в яку встиг вступити в Берліні, але вона відразу була заборонена. 10 лютого 1923 року Россбах приєднується до Німецько-народницької партії свободи.
В цей час Россбах продовжував боротися з поліцією, в той час як рейхсвер був прихильним до нього.
17 лютого 1923 року він знову був заарештований, коли з'явився в Альтоні (район Гамбурга), однак через день його звільнили. Після цього випадку Россбах вирішує їхати в Мюнхен. У листопаді 1923 року намагався переконати піхотне училище Мюнхена взяти участь у Пивному путчі. Після участі в невдалому путч він втік до Австрії і відвернувся від Гітлера.
У 1924 році він познайомився в австрійському місті Зальцбурзі з невеликою групою націоналістично налаштованої молоді і створив на її основі разом з Вернером Ласо  Оборонний молодіжний союз «Шілль», названий на честь прусського гусарського офіцера і командира добровольчого корпусу Фердинанда фон Шілля, який загинув в боротьбі проти іноземного ярма Наполеона в 1809 році.

### Шілльюгенд
Дочекавшись в 1926 році амністії, Россбах повернувся до Німеччини і зайнявся організацією нових осередків очолюваної ним молодіжної організації. Дуже скоро густа мережа цих осередків покрила всю територію Німеччини. Ідеологія россбахівських груп була сумішшю поглядів фрайкорівців і популярних націоналістичних молодіжних рухів «Перелітні птахи» і «Артаманен».
Наприкінці 1926 року «Шілльюгенд» була офіційно зареєстрована в німецькому міністерстві юстиції. До лав цієї організації вступив Ернст Юнгер, знаменитий письменник-фронтовик, який виконував в організації «Шілльюгенді» обов'язки керівника відділу німецької літератури.
Свої зусилля Россбах зосередив на націоналістичному та патріотичному виховання молоді. Він сформував співочу трупу з репертуаром традиційних пісень. Вона стала дуже популярною. Протягом деякого часу, Шілльюгенд став найбільшим молодіжним рухом в Німеччині. Члени Шілльюгенду носили форму, яка була зроблена для німецьких колоніальних військ. Колір — специфічний відтінок коричневого, саме ця форма стала згодом зразком для уніформи СА.
У новому союзі також панувала армійська дисципліна. До лав «Шіллевської молоді» приймалися тільки юнаки. Кожен з новачків, що вступали в організацію, був зобов'язаний протягом року нести добровільну трудову повинність. У цей період проживання та харчування було спільним, ніякої плати за працю не було, видавалися лише невеликі кишенькові гроші. Трудова повинність, при цьому, не була пов'язана з важкою фізичною працею (як, наприклад, в трудових таборах, організованих для молоді «Сталевим Шоломом» або націонал-соціалістами), а відбуває в рядах «Шпільшар Еккегард» - об'єднання молодіжних колективів художньої самодіяльності, організованих на зразок ватаг середньовічних німецьких скоморохів-«шпільманів», і покликаних протистояти ідеологічному впливу на населення бригад комуністичної агітпропу «Синя блуза».
З 1926 по 1934 рік «Шілльюгенд» влаштувала щонайменше 2000 фольклорних вечорів народного мистецтва, безкоштовно проводилися в церквах і кафедральних соборах багатьох німецьких селищ і міст.
У 1929 році в місті Арнштадті відбувся IV Всенімецький з'їзд «Шіллевської молоді», на якому Ґергард Россбах підкреслив першорядне значення культурно-масової роботи «в боротьбі за уми і серця німецького народу» в якості головного завдання Союзу. Було прийнято рішення про допущення дівчат до лав «Шіллевської молоді» та про злиття останньої з «Еккегардівською ватагою скоморохів» в єдину організацію, зареєстровану під назвою «Союз Еккехард-Шіллевської молоді».
Ґергард Россбах також відкрив в мекленбурзькому курортному містечку Бад-Штюр спортивне училище «Еккегард», яке, однак, незабаром довелося закрити через проблеми з фінансуванням.
Починаючи з 1930 року Россбах почав схилятися до політичної співпраці з генералом Куртом фон Шляйхером. На Трійцю 1933 року в околицях містечка Шензі-ан-дер-Рен відбувся V (і останній) Всенімецький з'їзд россбахівського молодіжного союзу.

### При націонал-соціалістах
З ростом впливу націонал-соціалізму союз відчув сильний відтік членів, і незабаром після свого останнього з'їзду россбахівський союз, як і багато інших молодіжних організації, був розформований новою націонал-соціалістичними владою Німеччини, а його члени «уніфіковані», тобто включені в Гітлер'югенд.
Россбах спробував продовжити існування своєї молодіжної організації, перейменувавши її, за погодженням з міністерством рейхсверу, в «Навчальний загін протиповітряної оборони Еккегард» — своєрідну мобільну школу на манер радянського «Осоавіахіму», яка роз'їжджала по Німеччині і навчала населення азам поведінки в разі повітряного нападу. Юнакам і дівчатам, які вступали в «Навчальний загін», проведений в його рядах час зараховувався державними органами як трудовий стаж.
Россбах впав в немилість у націонал-соціалістів після Ночі довгих ножів, яка коштуваля життя його колишньому офіцеру Едмунду Гайнесу і багатьом іншим старим россбахівцям. З того часу і до кінця Другої світової війни Россбах працював у страховій сфері.

### Після війни
Після війни Россбах працював в Байройті в безпосередній близькості від сім'ї Вагнера і брав участь в організації фестивалів. У 1949 році він став одним із засновників Товариства друзів Байройта.

## Сім'я
Нацистами поширювалися чутки і звинувачення, що Россбах був гомосексуалом. Проте, Россбах ніколи не визнавав такої орієнтації, а інформація поширювалася політичними опонентами. У 1961 році судився з Вільямом Ширером, за те, що той у своєму «Зліт і падіння Третього рейху» назвав Россбаха гомосексуалом.
Россбах був двічі одружений і мав принаймні одну дитину.

## Нагороди
- Залізний хрест 2-го і 1-го класу
- Королівський орден дому Гогенцоллернів, лицарський хрест з мечами (13 липня 1918)
- Сілезький Орел 2-го і 1-го ступеня
- Хрест Россбаха 1-го класу
- Почесний хрест ветерана війни з мечами

## Відомі члени організацій Россбаха
- Мартін Борман
- Едмунд Гайнес
- Ернст Юнгер